# سیارک ۲۲۱۳۴
سیارک ۲۲۱۳۴ (به انگلیسی: 22134 Kirian، نامگذاری:2000UA66) بیست و دو هزار و صد و سی و چهارمین سیارک کشف شده‌است که در ۲۵ اکتبر ۲۰۰۰ کشف شد.
قدر مطلق سیارک برابر ۱۴.۱ است.